# Ле Стрейндж, Элизабет, 6-я баронесса Стрейндж из Блэкмера
Элизабет ле Стрейндж (англ. Elizabeth le Strange; до 6 декабря 1373 — 23 августа 1383) — английская аристократка, 6-я баронесса Стрейндж из Блэкмера в своём праве (suo jure) с 1375 года. Единственный ребёнок Джона ле Стрейнджа, 5-го барона Стрейнджа из Нокина, и Изабеллы де Бошан. После смерти отца формально унаследовала семейные владения и права на баронский титул. 15 марта 1383 года Элизабет выдали за Томаса Моубрея, 1-го герцога Норфолка, но в том же году она умерла в девятилетнем возрасте. Её наследницей стала тётка по отцу Анкарет ле Стрейндж.